# Neven
Neven je moško osebno ime.

## Izvor imena
Ime Neven je moška oblika imena Nevenka. Obe imeni smo na Slovenskem sprejeli iz hrvaščine oziroma srbščine. Poznavalci ime razlagajo, da je nastalo iz rastlinskega imena neven, latinsko Calendula officinalis. V slovenščini je nèven vrtnarski izraz v pomenu »cvetlica z nevenljivimi cveti, socvetji; suha roža«. Rastlinsko ime neven je nastalo iz glagola veneti in nikalnice ne.

## Različice imena
- moške različice imena: Nevenko
- ženske različice imena: Nena, Neva, Nevena, Nevica

## Pogostost imena
Po podatkih Statističnega urada Republike Slovenije je bilo na dan 31. decembra 2007 v Sloveniji število moških oseb z imenom Neven: 85.

## Osebni praznik
Ime Neven se v koledarju uvršča k imenu Perpetua, ki goduje 7. marca (Perpetua, afriška mučenka, † 7.mar. leta 202 ali 203).